# Ю Сан Чхоль
Ю Сан Чхоль (кор. 유상철?, 柳相鐵?; 18 октября 1971, Сеул — 7 июня 2021, Сеул) — южнокорейский футболист, полузащитник; тренер. Двукратный чемпион Республики Корея и Японии, полуфиналист чемпионата мира 2002 в составе сборной Республики Корея.

## Карьера
Ю был одним из самых заметных игроков Кореи своего времени. Он известен как мощный полузащитник с хорошим ударом головой, универсальность которого позволила ему блистать практически на любом участке поля, от обороны до атаки, но тренеры считали, что его всесторонние способности лучше всего проявятся в центре полузащиты.
Полузащитник отлично сыграл на чемпионате мира 1998 года, вследствие чего получил приглашение в «Барселону». Однако он упустил возможность перебраться в Европу, потому что его клуб «Ульсан Хёндэ» уже совершил сделку по его продаже в «Иокогаму Маринос». В 2001 году Сан Чхоль ненадолго отправился в «Касива Рейсол», но в 2003 году вернулся в «Маринос».
Ю Сан Чхоль играл в составе южнокорейской сборной на Олимпийских играх 2004 года. Заняв второе место в группе, корейцы вышли в четвертьфинал, где уступили будущему серебряному призёру — сборной Парагвая.
Ю сыграл ключевую роль на домашнем чемпионате мира, на котором корейцы дошли до полуфинала, а сам игрок попал в символическую сборную турнира.
Скончался 7 июня 2021 года от рака поджелудочной железы, который был у него диагностирован в 2019 году.

## Достижения
«Ульсан Хёндэ»
- Чемпион Южной Кореи (2): 1996, 2005

«Иокогама Ф. Маринос»
- Чемпион Японии (2): 2003, 2004

## Государственные награды
- Орден «За спортивные заслуги» 2 класса Республики Корея — орден Отважного тигра (2 июля 2002)[5]
- Орден «За спортивные заслуги» 5 класса Республики Корея — орден Кирина (21 апреля 1994)